# Tenzing Namgyal
Tenzing Namgyal (Sikkimesisch: བསྟན་འཛིན་རྣམ་རྒྱལ་; Wylie: bstan ’dzin rnam rgyal, * um 1769; † nach 1793) war der sechste Chogyal-König von Sikkim.

## Leben
Tenzing Namgyal wurde 1780 der Nachfolger von Phuntsog Namgyal II. Er musste in seiner Regierungszeit nach Tibet fliehen, wo er im Exil verstarb. Sein Sohn Tsugphud Namgyal wurde 1793 sein Nachfolger.